# Vitträsket (Töre socken, Norrbotten)
Vitträsket är en sjö i Kalix kommun i Norrbotten och ingår i Töreälven-Vitåns kustområde. Sjön har en area på 0,82 kvadratkilometer och ligger 16 meter över havet. Sjön avvattnas av vattendraget Siknäsbäcken.

## Delavrinningsområde
Vitträsket ingår i det delavrinningsområde (732061-181089) som SMHI kallar för Inloppet i Byträsket. Medelhöjden är 37 meter över havet och ytan är 9,92 kvadratkilometer. Det finns inga avrinningsområden uppströms utan avrinningsområdet är högsta punkten. Avrinningsområdets utflöde Siknäsbäcken mynnar i havet. Avrinningsområdet består mestadels av skog (81 procent). Avrinningsområdet har 0,87 kvadratkilometer vattenytor vilket ger det en sjöprocent på 8,7 procent.